# Zeche Rosendelle
Die Zeche Rosendelle war eine im Ortsteil Heißen gelegene Zeche zum Steinkohlenbergbau in Mülheim an der Ruhr.
In den Feldern der „Rosidell“ wurde seit 1760 Steinkohle abgebaut. Im Jahre 1796 wurde die Berechtsame auf „Rosendelle“ festgelegt und vier Jahre später begann der eigentliche Bergbau mit dem Abteufen des Kunstschachtes. Franz Dinnendahl installierte auf Rosendelle eine seiner ersten Dampfmaschinen zur Wasserhaltung, die am 26. Januar 1810 in Betrieb genommen wurde. Dennoch zeichnete sich die Zeche in den Folgejahren durch erhebliche Wasserhaltungsprobleme aus und 1815 kam es zu einem Wassereinbruch aus alten Grubenbauen. Die Zeche wurde daraufhin 1817 stillgelegt und 1841 mit den Zechen Vereinigte Blumendelle, Kämpgeswerk und Tutenbank zur Zeche Vereinigte Rosen- und Blumendelle konsolidiert.